# Omar Ali-Shah
 (novembre 2011).
Si vous disposez d'ouvrages ou d'articles de référence ou si vous connaissez des sites web de qualité traitant du thème abordé ici, merci de compléter l'article en donnant les références utiles à sa vérifiabilité et en les liant à la section « Notes et références ».
Le Sayyed Omar Ali-Shah est né en 1922 dans une famille afghane, et engagé dans la transmission de la Tradition soufie depuis des générations.[réf. à confirmer] 

Frère aîné de l'écrivain et maître soufi Idries Shah, fils du Sirdar Ikbal Ali-Shah, lui-même auteur et maître soufi, et arrière-arrière-petit-fils de Jean Fishan-Khan, maître soufi bien connu d’Afghanistan.[réf. à confirmer] 

Omar Ali-Shah a enseigné en Occident auprès de petits groupes dans plusieurs pays.

Il a traduit du persan en français Gulistan ou Le jardin de roses du poète perse Saadi, livre de contes moraux étant utilisés dans les exercices soufis,[réf. souhaitée] et du persan en anglais une version des Rubayat d'Omar Khayyâm.

Il est l'auteur de plusieurs livres sur le soufisme dont certains sont disponibles en traduction française. Il a toujours envisagé le soufisme comme une possible thérapie aux maux de l'homme moderne, jusqu'à présenter les premiers pas du travail soufi dans un contexte psychologique plutôt que religieux.
Omar Ali-Shah est mort le 7 septembre 2005.

## Traductions
- Gulistan ou Le jardin de roses, de Saadi, Albin Michel, 1991, rééditions 2008  (ISBN 222604888X).

La race humaine est composée d’hommes, 

tous issus de la même source.

Lorsqu’un homme ressent une douleur, 

les autres ne peuvent rester indifférents.

Vous qui restez blasé devant la souffrance des autres,

vous ne méritez pas d’être appelé un Homme.

Le Jardin de roses
Gulistan. Trad. Omar Ali Shah, 1966.
- Rubayat, d'Omar Khayyâm, Albin Michel, 2005,  (ISBN 2226159134).

Cette voûte, sous laquelle nous vivons stupéfaits,

Est, pour ainsi dire, la lanterne magique de Dieu ;

Avec le soleil pour lampe et le monde comme vaste écran,

Pour d’innombrables silhouettes ressassant un mensonge.
Les Quatrains d’Omar Khayyam. Trad. Omar Ali-Shah, 2005.